# National Museum of Naval Aviation
Le National Museum of Naval Aviation (en français : « Musée national de l'aviation navale ») est un musée aéronautique militaire situé dans la Base aéronavale de Pensacola (Pensacola Naval Air Station) en Floride. Le musée a ouvert en 1962.

## Présentation
Le musée est consacré à l'histoire de l'aviation navale, principalement celles de l'US Navy, du Corps des Marines et de l'US Coast Guard. Plus de 150 aéronefs et engins spatiaux sont exposés, dont quatre A-4 Skyhawks des Blue Angels (les Blue Angels sont basés à la NAS Pensacola), le Curtiss NC-4 (le premier avion à traverser l'Atlantique), des hélicoptères de l'US Coast Guard, des biplans, une gondole de contrôle d'un K-47, un avion dans lequel l'ancien président George H. W. Bush s'entraîna pendant la Seconde Guerre mondiale, et le S-3 Viking avec lequel le président George W. Bush apponta sur l'USS Abraham Lincoln en 2003 (voir « Navy One »).
Le musée possède également un cinéma IMAX, une boutique et un café. Il abrite aussi la National Flight Academy, un programme de six jours (en partenariat avec les districts scolaires d'Escambia et Santa Rosa) destiné à apprendre aux collégiens l'importance des sciences et des mathématiques dans les carrières aérospatiales.
Des démonstrations des Blue Angels sont visibles le mardi et le mercredi, de mars à novembre.

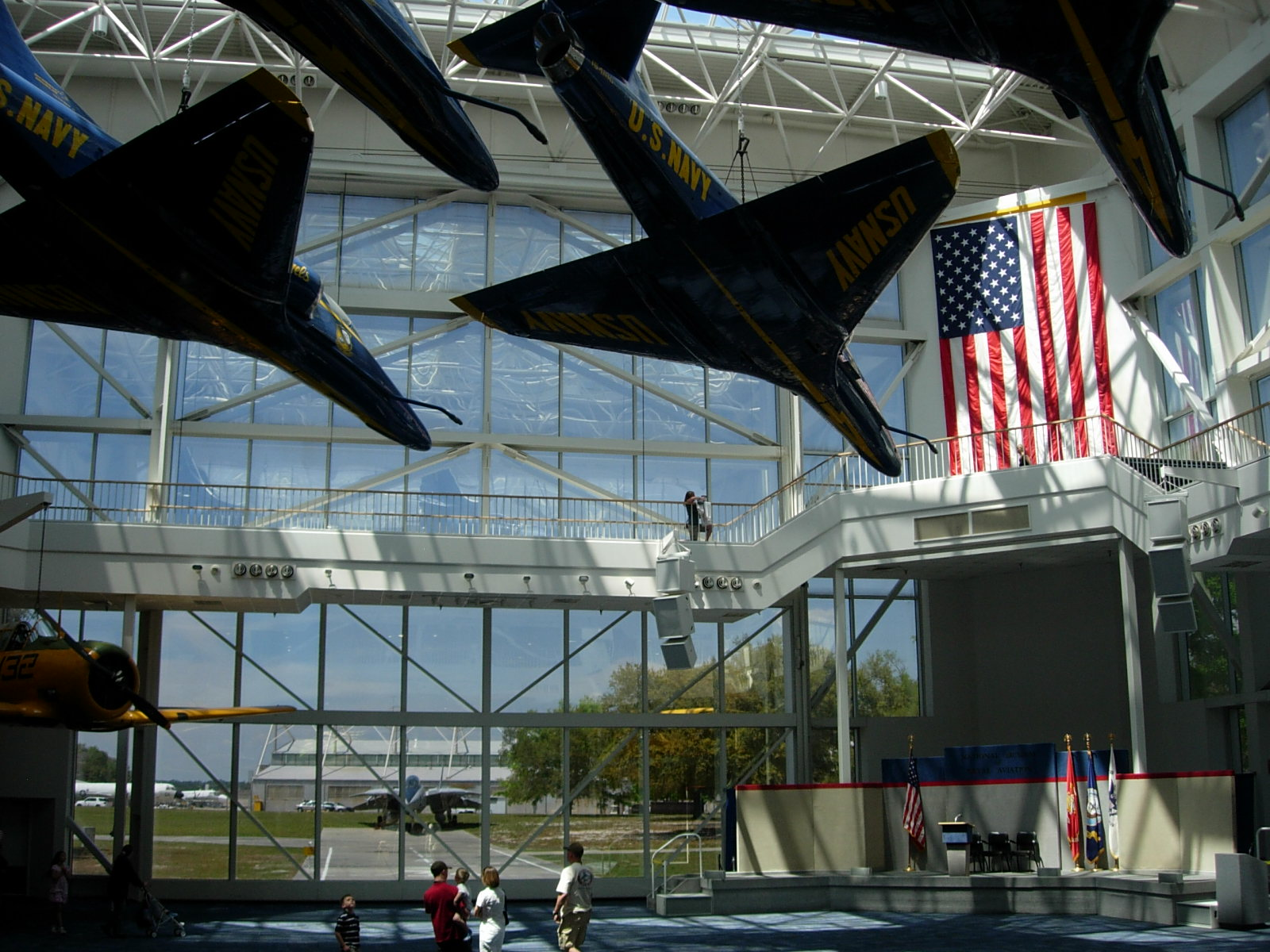
L'espace dédié aux Blue Angels.